# Sol Hoopii
Sol Hoopii (* 1902 in Honolulu, Hawaii-Territorium, als Solomon Ho'opi'i Ka'ai'ai; † 16. November 1953) war ein US-amerikanischer Sänger und Musiker, der als einer der erfolgreichsten Interpreten der Hawaii-Musik des 20. Jahrhunderts gilt. Er mischte traditionelle hawaiische Musik oft mit Blues und Jazz-Elementen. Wegen seiner virtuosen Art beeinflusste er viele weitere Musiker, nicht nur im Bereich der Hawaii-Musik. Seine Soli wurden von amerikanischen Country-Musikern noch bis in die 1950er-Jahre hinein kopiert. 

## Leben
Sol Hoopii wurde in Honolulu geboren, wo er auch aufwuchs. Er war das jüngste von 21 Kindern der Eltern. Im Jahre 1919 zog Hoopii über einen Frachter auf das nordamerikanische Festland. Er wohnte zunächst in San Francisco, zog aber später nach Los Angeles. Dort trat er mit seinem Novelty Trio in Bars und Clubs wie dem Hula Hutt und dem Seven Seas auf. Durch die steigende Popularität der Hawaiian Music bekam er die Gelegenheit, Schallplatten aufzunehmen. In den folgenden Jahren nahm er über 200 Platten auf, die meisten davon in Los Angeles, und avancierte zu dem bekanntesten Hawaiian-Musiker der 1920er- und 1930er-Jahre. Er spielte zunächst eine akustische Martin Hawaii-Gitarre und später eine elektrische Rickenbacker Gitarre. Man nannte ihn den König der Steel Guitar. Währenddessen trat er auch in vielen verschiedenen Kinofilmen auf, wie zum Beispiel in Waikiki Wedding von 1937, in dem er mit Bing Crosby zusammen spielte. Ab 1938 widmete er sich der Gospelmusik. Bis zu seinem Tod 1953 nahm Hoopii weitere Platten auf.
Sol Hoopii verstarb am 16. November 1953 im Alter von 51 Jahren. Hoopii wurde 1979 postum in die Steel Guitar Hall of Fame aufgenommen.

## Veröffentlichungen
- Master of the Hawaiian Guitar, Vol. 1 and Vol.2
- Classic Hawaiian Steel Guitar Performances 1933-1934
- Sol Hoopii in Hollywood
- King Of The Hawaiian Steel Guitar by Sol Hoopii